# Freie Volkspartei
Die Freie Volkspartei (Kurzbezeichnung: FVP) war eine politische Partei in der Bundesrepublik Deutschland. Anfang 1956 waren 16 Abgeordnete der FDP-Bundestagsfraktion aus der Fraktion ausgetreten, darunter waren die vier FDP-Minister Franz Blücher (wirtschaftliche Zusammenarbeit), Fritz Neumayer (Justiz), Victor-Emanuel Preusker (Wohnungsbau) und Hermann Schäfer (besondere Aufgaben). Die sogenannte Euler-Gruppe, benannt nach August-Martin Euler, gründete im April die Freie Volkspartei, schloss sich aber nach rund einem Jahr der Deutschen Partei (DP) an.

## Geschichte

### Vorgeschichte

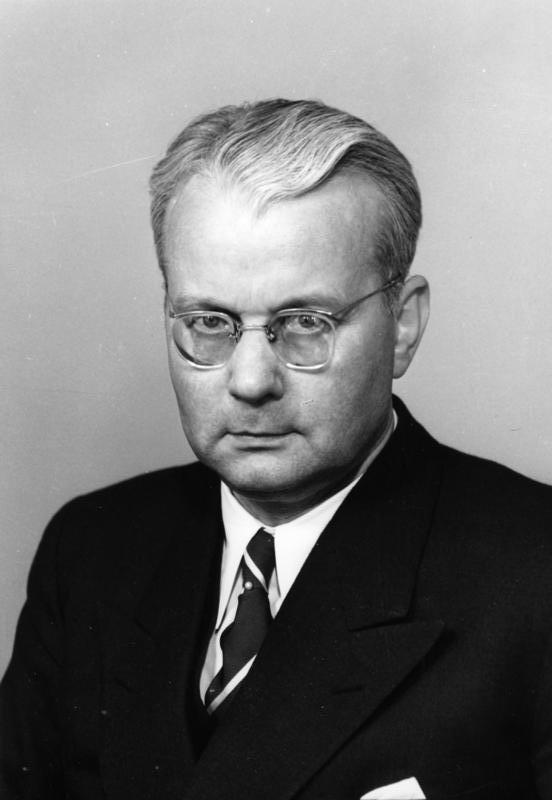
Franz Blücher, einer der vier FDP-Minister bis 1956

Nach dem Zweiten Weltkrieg hatten sich linke und rechte Liberale in einer gemeinsamen Partei neu organisiert, der Freien Demokratischen Partei. Die 1950er-Jahre waren allerdings durchaus von Konflikten zwischen beiden Flügeln geprägt, so auf dem Bundesparteitag 1952, als ein nationalliberales Deutsches Programm einem klassisch-liberalen Liberalen Manifest gegenüberstand. Zu einer Klärung der programmatischen Gegensätze kam es allerdings nicht.
Bei der Bundestagswahl 1953 verlor die FDP einige Prozentpunkte, führte aber die Koalition unter dem CDU-Kanzler Adenauer und mit weiteren Parteien fort, so dass Adenauers bürgerliche Koalition eine Zweidrittelmehrheit für Verfassungsänderungen hatte. Sie konnte vier Minister vorschlagen; Justizminister Thomas Dehler hingegen wurde Fraktionsvorsitzender und 1954 auch Parteivorsitzender. Dehler versuchte, die Partei gegenüber Adenauer und der CDU/CSU zu profilieren, vor allem auf dem Gebiet der Außenpolitik. Allerdings gelang es Adenauer, die Rivalen innerhalb der FDP gegeneinander auszuspielen, wie es sich 1955 beim Saar-Statut zeigte. FDP-Abgeordnete um Franz Blücher und August-Martin Euler unterstützten Adenauers europäische Lösung der Saarfrage trotz anderer Beschlusslage der Fraktion.

### Bruch 1956
Der Anlass für einen Bruch innerhalb der FDP-Fraktion kam im Januar 1956. Die CDU/CSU brachte in den Bundestag einen Gesetzesentwurf über ein Grabenwahlsystem ein. Seine Einführung hätte die FDP einen großen Teil ihrer Abgeordnetenmandate gekostet. Darauf reagierte die FDP Nordrhein-Westfalens: Hatte sie bislang mit der CDU in der Landesregierung Nordrhein-Westfalen regiert, so wechselte sie im Februar zu einer Koalition mit der SPD. Die Folge war, dass Adenauer im Bundesrat keine Mehrheit mehr hatte. Für eine Minderheit der Freidemokraten wie Wolfgang Döring und Walter Scheel in Nordrhein-Westfalen war dies der Beginn einer flexibleren Koalitionspolitik, für die meisten aber eher ein Akt der Notwehr gegenüber einem überzogenen Verhalten der Union. An eine SPD-FDP-Koalition auf Bundesebene dachten sie nicht.
Der Düsseldorfer Koalitionswechsel wiederum führte dazu, dass 16 FDP-Bundestagsabgeordnete, darunter die vier FDP-Minister, die FDP-Fraktion am 22. Februar verließen. Damit trennten sich nicht etwa der linke oder der rechte Flügel von der FDP, sondern die Mitte der Partei (wenngleich Euler durchaus zu den Nationalliberalen gehörte). Die Union wollte die Koalition nur mit den ausgetretenen Abgeordneten weiterführen, damit war die FDP eine Oppositionspartei geworden. Der FDP-Parteitag vom 20. bis zum 22. April 1956 schloss die Ausgetretenen aus. Im Januar 1957 stabilisierte sich die FDP auf ihrem Parteitag wieder; Dehler wurde im Vorsitz durch Reinhold Maier abgelöst, und ihr Berliner Programm stellte die FDP als Dritte Kraft der Mitte dar.

### Gründung der FVP
Am 23. April 1956 gründete die sogenannte Euler-Gruppe die FVP, nachdem sie sich schon am 15. März im Bundestag als „Demokratische Arbeitsgemeinschaft“ organisiert hatte. Damit gehört die FVP neben der Deutschen Sozialen Union zu den beiden Parteien in der Geschichte der Bundesrepublik Deutschland, die Mitglied einer Regierungskoalition war und Minister stellte, ohne bei der vorherigen Bundestagswahl Sitze im Bundestag erhalten zu haben. Der Gründungsparteitag fand am 23. und 24. Juni 1956 in Bochum statt. Zum Parteivorsitzenden wurde Wohnungsbauminister Victor-Emanuel Preusker, zu seinen Stellvertretern der Bundesminister für besondere Aufgaben Hermann Schäfer sowie der Bremer Landespolitiker Kurt Entholt gewählt. Am 15. Oktober 1956 reichten die FVP-Minister ihre Rücktrittsgesuche ein. Adenauer bat die Minister, bis auf Weiteres in den Ämtern zu verbleiben. Blücher und Preusker blieben bis zum Ende der Legislaturperiode in der Regierung. Fritz Neumayer und Hermann Schäfer verließen am 16. Oktober 1956 die Bundesregierung. Neumayer wurde durch den DP-Abgeordneten Hans-Joachim von Merkatz ersetzt. Schäfer wurde als Minister für Besondere Aufgaben nicht ersetzt und das Kabinett nach dem Ausscheiden von Waldemar Kraft (BHE) um zwei Minister verkleinert.

Einziger Fraktionsvorsitzender der FVP im Deutschen Bundestag war Ludwig Schneider (1. März 1956 bis 14. März 1957); einziger Parteivorsitzender war Victor-Emanuel Preusker. Bundesgeschäftsführer war Albert Derichsweiler. Am 20. Januar 1957 fusionierte die FVP mit der konservativen Deutschen Partei (DP).

## Freie Deutsche Volkspartei (Berlin)
Der Berliner Landesverband schloss sich der Fusion mit der DP nicht an, verblieb mit sechs Abgeordneten im Berliner Abgeordnetenhaus und zog unter dem Namen Freie Deutsche Volkspartei (Kurzbezeichnung: FDV) 1957 mit dem vom Abgeordnetenhaus als Vertreter für Berlin gewählten Karl Hübner in den Bundestag ein. Bei der Abgeordnetenhauswahl 1958 verpasste die FDV unter ihrem Vorsitzenden Carl-Hubert Schwennicke mit nur 0,7 % den erneuten Einzug ins Landesparlament. Hübner trat 1959 der CDU bei. Die FDV löste sich zum Jahresende 1961 auf.